# 웹 콘텐츠 접근성 가이드라인
웹 콘텐츠 접근성 가이드라인(Web Content Accessibility Guidelines, WCAG)은 인터넷의 주요 국제 표준 기구인 W3C의 웹 접근성 이니셔티브(WAI)가 출판한 일련의 웹 접근성 가이드라인의 일부이다. 주로 장애인, 그리고 휴대전화와 같은 고도로 제약된 장치를 포함한 모든 사용자 에이전트들이 더 많은 웹 접근성을 누릴 수 있도록 하기 위한 권고들의 집합이다. WCAG 2.0은 2008년 12월 출판되었으며 2012년 10월에 ISO 표준인 ISO/IEC 40500:2012로 표준화되었다. WCAG 2.1이 2018년 6월 W3C 권고안이 되었다.